# 加藤六月
加藤 六月（かとう むつき、1926年〈大正15年〉6月17日 - 2006年〈平成18年〉2月28日）は、日本の政治家。
農林水産大臣（第10・20代）、国土庁長官（第11代）、北海道開発庁長官（第45代）、衆議院議員（11期）。

## 来歴・人物
岡山県笠岡市出身。陸軍士官学校を経て1947年に姫路高等学校文科乙類卒業。
姫路高卒業後は笠岡市内の中学校、高等学校の教諭を務めた。日教組活動に熱中し、1949年には岡山県教組小田郡支部書記長に就任した。また青年団運動にも取り組んでいたが、国民協同党への接触を深める中で、1950年、のちに衆議院議長となる星島二郎と知り合い、秘書として仕えた。
1967年に自由民主党公認で星島の後継者として、旧岡山2区から立候補し、初当選（以降は11回連続で当選）。旧岡山2区には佐藤派の橋本龍太郎もおり、この2人の激しい選挙戦は「六龍戦争」と呼ばれており、小選挙区制が導入されて以降も岡山4区で直接対決をしライバル関係にあった。加藤の娘婿で後継者である加藤勝信は橋本派が代替わりした津島派に属した。
1972年の第1次田中角栄内閣では運輸政務次官に就任したが、この期間に起こったロッキード事件に関与したとされ、後に「灰色高官」の一人と名指しされた。そのため初入閣は遅れ、衆議院大蔵委員長を経て1982年に第1次中曽根内閣でようやく国土庁長官兼北海道開発庁長官として入閣を果たした。その後、党税制調査会長に就任し税制改革大綱をまとめ上げ、1986年には第3次中曽根内閣で農林水産大臣として二度目の入閣。運輸、農水、税制関係のエキスパートとして影響力を発揮した。
自民党では福田派→安倍派に属し、当選同期の塩川、1期下の森喜朗、2期下の三塚博とともに安倍派四天王と称された。中でも安倍晋太郎の信頼が一番厚かったのが加藤で、安倍の代理として党内各派との調整役なども任されていた。また、三塚とは同じ運輸族であり、事件の影響で加藤が出遅れる間に三塚が力を付けてきたことから、ライバル意識が強かった。
1988年、リクルート事件が起こった際には安比高原リゾート開発の保安林指定解除をめぐっての政治工作疑惑が浮上した。請託と保安林解除の時期でつじつまが合わない点が出てきたことで受託収賄罪での立件が見送られたが、秘書と支持団体幹部が政治資金規正法違反で略式起訴となったため一時謹慎となる。1990年に自民党政調会長に就任。このとき幹事長の小沢一郎、総務会長の西岡武夫、首相の海部俊樹と個人的な連携を深めた。1991年に安倍が死去した後、安倍派の後継を巡って三塚と激しく対立した。この内紛は三六戦争と呼ばれた。結果は安倍派座長の長谷川峻の裁定で三塚が後継者となり、後に加藤は三塚派を除名された。加藤はこれを不服として派閥の総会に乗り込んだが、小泉純一郎に追い返された。同年10月、田名部匡省、山岡賢次、吹田愰、古賀一成、倉田寛之らと新しく政眞会（加藤グループ）を結成したが党内最小グループで影響力は保てなかった。
1993年7月の第40回衆議院議員総選挙直後に田名部、山岡、吹田ら加藤グループの一部を引き連れて自民党を離党した（ただし倉田や宮里松正などは自民党に残留した）。無所属を経て1994年4月、新生党に参加し、羽田孜を首班とした羽田内閣では再び農水大臣に就任した。その後は新進党、自由党で小沢と行動を共にする。1996年の第41回衆議院議員総選挙で新進党は原則として重複立候補を認めていなかったが加藤は岡山4区で内閣総理大臣橋本龍太郎と戦う保険に上位優遇され公明党出身の現職貝沼次郎が割りを食って次点。落選した貝沼は引退に追い込まれた。
1997年の新進党分党で小沢自由党、更に小沢の連立離脱に反発し保守党結成に参加し、総務会長。1999年、勲一等旭日大綬章を受章。2000年の第42回衆議院議員総選挙には立候補せず、政界から引退した（自身が属した保守党は自民党現職・橋本龍太郎推薦）。
2006年2月28日、心不全のため東京女子医科大学病院で死去、79歳没。死没日をもって正三位に叙される。葬儀委員長は安倍の次男である内閣官房長官安倍晋三が務めた。

## 系譜
兄は参議院議員、岡山県知事を務めた加藤武徳、甥は元参議院議員の加藤紀文。長女は都市経済研究家で、産業遺産情報センター所長や元内閣官房参与の加藤康子、自民党衆議院議員で第2次安倍内閣では厚生労働大臣を務め、菅義偉内閣で内閣官房長官を務めた加藤勝信は娘婿（次女・周子の夫）。
```
　　　　　　　
　　　　　　　　　┏武徳━━紀文
　　　　　　　　　┃         
　　　　　　　　　┃　　　┏康子　
　　　　　　　　　┗六月━┃
　　　　　　　　　　　　　┗周子
　　　　　　　　　　　　　　 ┃
                            勝信

```

## その他
- 岡山4区内の倉敷市出身のプロ野球選手、監督、解説者である星野仙一とは公私にわたり親交が深かった。大相撲では第68代横綱の朝青龍明徳を支援した。
- 日中国会議員書画展へ書画を提供している[4]。
- 座右の銘は「先憂後楽」と「分甘共苦」。

## 選挙歴
| 当落 | 選挙                   | 執行日         | 年齢 | 選挙区              | 政党       | 得票数     | 得票率 | 定数 | 得票順位 /候補者数 | 政党内比例順位 /政党当選者数 |
| ---- | ---------------------- | -------------- | ---- | ------------------- | ---------- | ---------- | ------ | ---- | ------------------ | ---------------------------- |
| 当   | 第31回衆議院議員総選挙 | 1967年01月29日 | 40   | 旧岡山2区           | 自由民主党 | 7万5832票  | 19.07% | 5    | 2/8                | /                            |
| 当   | 第32回衆議院議員総選挙 | 1969年12月27日 | 43   | 旧岡山2区           | 自由民主党 | 6万7192票  | 15.33% | 5    | 2/9                | /                            |
| 当   | 第33回衆議院議員総選挙 | 1972年12月10日 | 46   | 旧岡山2区           | 自由民主党 | 9万4942票  | 20.54% | 5    | 1/8                | /                            |
| 当   | 第34回衆議院議員総選挙 | 1976年12月05日 | 50   | 旧岡山2区           | 自由民主党 | 8万590票   | 16.37% | 5    | 1/8                | /                            |
| 当   | 第35回衆議院議員総選挙 | 1979年10月07日 | 53   | 旧岡山2区           | 自由民主党 | 7万7977票  | 15.01% | 5    | 2/9                | /                            |
| 当   | 第36回衆議院議員総選挙 | 1980年06月22日 | 54   | 旧岡山2区           | 自由民主党 | 7万9336票  | 15.10% | 5    | 4/8                | /                            |
| 当   | 第37回衆議院議員総選挙 | 1983年12月18日 | 57   | 旧岡山2区           | 自由民主党 | 10万1164票 | 19.46% | 5    | 1/9                | /                            |
| 当   | 第38回衆議院議員総選挙 | 1986年07月06日 | 60   | 旧岡山2区           | 自由民主党 | 14万2609票 | 28.31% | 5    | 1/6                | /                            |
| 当   | 第39回衆議院議員総選挙 | 1990年02月18日 | 63   | 旧岡山2区           | 自由民主党 | 7万8232票  | 14.07% | 5    | 3/7                | /                            |
| 当   | 第40回衆議院議員総選挙 | 1993年07月18日 | 67   | 旧岡山2区           | 自由民主党 | 7万7282票  | 14.55% | 5    | 3/7                | /                            |
| 比当 | 第41回衆議院議員総選挙 | 1996年10月20日 | 70   | 比例中国（岡山4区） | 新進党     | 5万6646票  | 25.24% | 13   | 2/3                | 3/3                          |